# Каргиновы
Карги́новы (ирон. Хъæрджынтæ, дигор. Гъæргинтæ) — осетинская фамилия.

## Антропонимика
Из осет. хъæр/гъæр ‘крик, шум’ + джын/гин ‘суффикс, обозначающий наделенность чем-нибудь’ — букв.: ‘обладающий криком, шумом; крикун; шумливый’.

## Происхождение
Своё происхождение фамилия ведёт от Каргина, одного из потомков Бута. Бута был прямым потомком Цахила, а он был потомком Ос-Багатара. Канджин в свое время обосновался в селении Верхний Мизур, где до настоящего времени сохранилась фамильная боевая башня.
Из-за нехватки земель в горной Осетии во второй половине XIX века, с одобрения императора Александра II, малоземельные горцы стали переселяться на свободные равнинные земли Терской и Кубанской областей. Местом переселения выбрали земли близ Хумаринского укрепления Эльбрусского округа у слияния рек Теберда и Кубань. В 1870 году туда переселились 149 дворов. Среди переселившихся были: Савкудз, Шамиль, Цара, Бибо и Сабазгери Каргиновы. В с. Лаба Каргиновы получили земельные участки, выстроили дома, и за короткое время, наряду с Баскаевыми, стали крупнейшими по численности фамилиями селения.
В середине XIX века часть Каргиновых из Мизура переселилась в дигорское селение Камунта. В списке первых переселенцев значатся Болат Каргинов и его сын Марки (Михал), сын Мархи — Бидо. У Бидо сыновей не было, родилось 8 дочерей. Каргиновы в селе Камунта разводили скот и выращивали зерно. Потомки Каргиновых из Уаллагкома ныне живут во многих населённых пунктах Северной Осетии.

## Генеалогия
Арвадалта
Родственными фамилиями (осет. æрвадæлтæ) являются: Бутаевы, Габисовы и Салбиевы.

## Известные носители
- Казбек Георгиевич Каргинов (1940–2018) — учёный, доктор технических наук, хозяйственный и государственный деятель.
- Сергей Генрихович Каргинов (1969) — депутат Государственной Думы VI и VII созывов от партии ЛДПР.
- Тасолтан Цаппоевич Каргинов ― главный инженер Ленинградского судостроительного завода, был директором металлокомбината г. Орджоникидзе.

Искусство
- Аслан Каргинов — хореограф, артист балета Петербургского театра.
- Варвара Савельевна Каргинова (1908–1975) — советская осетинская актриса театра и кино, народная артистка РСФСР.
- Изабелла Каргинова — режиссёром Академического Русского театра им. Евгения Вахтангова

Спорт
- Андрей Олегович Каргинов (1976) — российский автогонщик, заслуженный мастер спорта России.
- Георгий Аланович Каргинов (2001) — российский футболист, полузащитник.
- Махарбек Артёмович Каргинов (1992) ― боец ММА, чемпион мира и России по смешанным боевым искусствам.